# Луч (Зианчуринский район)
Луч (баш. Луч) — деревня в Зианчуринском районе Башкортостана, входит в состав Тазларовского сельсовета.

## Население
| 1939 | 1959 | 1970 | 1979 | 1989 | 2002 | 2009 |
| ---- | ---- | ---- | ---- | ---- | ---- | ---- |
| 234  | ↘225 | ↘120 | ↘89  | ↘60  | ↗69  | ↗74  |
| 2010 |      |      |      |      |      |      |
| ↘64  |      |      |      |      |      |      |

### Национальный состав
Согласно переписи 2002 года, преобладающая национальность — русские (94 %).

## Улицы
В деревне имеется одна улица — Центральная.